# Ove Arup
Ove Nyquist Arup (Newcastle upon Tyne, 16 aprile 1895 – 5 febbraio 1988) è stato un architetto, ingegnere e imprenditore britannico, fondatore della multinazionale Arup, azienda di ingegneria, progettazione, pianificazione e costruzione; è considerato tra i principali ingegneri della sua epoca.

## Onorificenze e riconoscimenti
- 1973 Medaglia d'oro dell'IStructE
- 1976 Laurea honoris causa presso l'Università Heriot-Watt[2]
- 1987 Royal Academician